# غاري ميغسون
غاري ميغسون (بالإنجليزية: Gary Megson)‏ (2 مايو 1959 بمانشستر في المملكة المتحدة - ) هو مدرب كرة قدم ولاعب كرة قدم بريطاني في مركز الوسط. لعب مع شروزبري تاون وشيفيلد وينزداي ومانشستر سيتي ونادي إيفرتون ونوتينغهام فورست ونورويتش سيتي ونيوكاسل يونايتد ولينكولن سيتي أف سي ونادي بليموث أرجايل.

## وصلات خارجية
- غاري ميغسون على موقع قاعدة بيانات كرة القدم.إي يو (الإنجليزية)
- غاري ميغسون على موقع Soccerbase.com (لاعب) (الإنجليزية)
- غاري ميغسون على موقع Soccerbase.com (مدرب) (الإنجليزية)
- غاري ميغسون على موقع عالم كرة القدم.نت (الإنجليزية)